# Oedicarena tetanops
Oedicarena tetanops är en tvåvingeart som först beskrevs av Friedrich Hermann Loew 1873.  Oedicarena tetanops ingår i släktet Oedicarena och familjen borrflugor. Inga underarter finns listade i Catalogue of Life.